# Hesketh
Hesketh je bivša momčad Formule 1, koja je u tom natjecanju sudjelovala od 1973. do 1978.
Momčad su osnovali Lord Thomas Alexander Fermor-Hesketh i trgovac polovnih automobila Anthony “Bubbles” Horsley 1972. Natjecanje su počeli u Formuli 3 iste godine s Jamesom Huntom i samim Horsleyem kao jedinim vozačima. Sljedeće godine su kupili Marchov 731 bolidi, angažirali Marchovog inženjera Harveya Postlethwaitea da modificira šasiju te se počeli natjecati u Formuli 1, ali samo s Huntom kao vozačem, pošto se Horsley ostavio utrkivanja te se odlučio za vođenje momčadi zajedno s Lordom Heskethom. Hunt je za volanom bijelog bolida bio bez sponzora jer je Hesketh kao veliki patriot odbijao stavljanje sponzora na bolid. Već u drugoj utrci na kojoj su nastupali na VN Francuske su osvojili prvi bod, a na VN Nizozemske i prvo postolje. Još jedno postolje je došlo na VN SAD kad je drugoplasiranog Hunta dijelilo samo 0,6 sekundi od prve pobjede koja je pripala Ronnieju Petersonu u Lotusu. Hunt je sezonu završio na 8. mjestu s 14 bodova.
Postlethwaite je za 1974. godinu pripremio prvi Heskethov bolid, Hesketh 308, koji je bio brz, ali su ga mučili veliki problemi s pouzdanošću. Uz čak devet odustajanja i tri treća mjesta, momčad je završila prvenstvo na 6. mjesto s 15 bodova, a Hunt s isto toliko bodova na 8. mjestu u poretku vozača. Sljedeću 1975. Hunt i Hesketh su počeli odlično. Već na prvoj utrci na VN Argentine, Hunt je osvojio drugo mjesto s 5,9 sekundi iza pobjednika Emersona Fittipaldija u McLarenu. Na sljedećoj VN Brazila osvaja 6. mjesto, a na sljedećih pet utrka odustaje. I tada dolazi staza Zandvoort i VN Nizozemske. U kvalifikacijama je Hunt bio treći, iza Ferrarijevih vozača Nikija Laude i Claya Regazzonija. U kišnoj utrci na samom startu gubi mjesto i od Jodyja Schecktera u Tyrrellu. Pošto je kiša prestala, a staza se počela sušiti, u 8. krugu Hunt odlazi u boks po gume za suho i vraća se na stazu na 17. mjestu. Odlaze i drugi vozači po gume za suho, a one koji su ostali na gumama za mokro, Hunt je s lakoćom prestizao te je u 14. krugu stigao na 3. mjesto. U sljedećem krugu prestiže Laudu, a krug nakon i vodećeg Regazzonija. Od 15. kruga do posljednjeg 75., Hunt je bio vodeći vozač u utrci. Bila je do prva Huntova pobjeda, te prva i posljednja pobjeda za momčad Hesketh Racing u Formuli 1. Do kraja prvenstva, Hunt je osvojio još dva druga mjesta na VN Francuske i VN Austrije, te je završio sezonu na 4. mjestu s 33 boda, a na istom mjestu i s jednakim brojem bodova završava i Hesketh. Sljedeće sezone Hunt odlazi u McLaren kada osvaja i svoj jedini naslov, a Hesketh u periodu 1976. do 1978. mijenja čak deset vozača, no nijedan ne uspijeva osvojiti bodove, tako da Huntovo 4. mjesto na Watkins Glenu na VN SAD 1975. ostaje posljednja utrka na kojoj je Hesketh osvojio bodove.

## Vozači
James Hunt (1973.-1975.)
 Ian Scheckter (1974.)
 Alan Jones (1975.)
 Torsten Palm (1975.)
 Harald Ertl (1975.-1977.)
 Brett Lunger (1975.)
 Guy Edwards (1976.)
 Rolf Stommelen (1976.)
 Alex Ribeiro (1976.)
 Rupert Keegan (1977.)
 Héctor Rebaque (1977.)
 Ian Ashley (1977.)
 Divina Galica (1978.)
 Eddie Cheever (1978.)
 Derek Daly (1978.)

## Vanjske poveznice
- Hesketh modeles StatsF1